# Luigi Scaravelli
Luigi Scaravelli (Firenze, 19 luglio 1894 – Firenze, 3 maggio 1957) è stato un filosofo italiano.

## Biografia
Iscritto alla facoltà di medicina dell'Istituto di Studi Superiori Fiorentino, dopo aver quasi completato gli studi e aver servito come ufficiale medico nella Prima guerra mondiale cambiò ateneo e facoltà nel 1920 scegliendo il corso di laurea in filosofia dell'Università di Pisa, dove si laureò con lode nel 1923 con Armando Carlini. Insegnò in licei italiani e stranieri e negli Istituti italiani di cultura di Atene, Bruxelles, Zagabria e Lisbona fino al 1942. Ottenuta quell'anno la docenza in Filosofia teoretica all'Università di Pisa, vi insegnò fino al 1957, anno della sua morte, con qualche incarico temporaneo alla Scuola normale superiore e all'Università "La Sapienza" di Roma. Nell'ultimo anno della sua vita ottenne il trasferimento all'Università di Firenze, dove però non insegnerà mai, per una grave depressione che l'avrebbe condotto di lì a poco al suicidio. Era sposato e aveva due figli.
Profondo conoscitore di Kant, approfondì nei suoi studi (pubblicati con molta riluttanza e quasi solo per esigenze concorsuali) in particolare i temi relativi ai rapporti tra la filosofia kantiana e la fisica moderna, i problemi relativi alla Critica del Giudizio ed anche i temi dell'idealismo.

## Biblioteca personale
I suoi libri, donati all'Università La Sapienza dai suoi eredi,  sono oggi conservati in uno specifico fondo alla  "Villa Mirafiori", dove ha sede la Biblioteca di filosofia

## Opere principali
- Critica del capire, Firenze, Sansoni, 1941 (riporta la data 1942)
- Saggio sulla categoria kantiana della realta, Firenze, Le Monnier, 1947
- La prima meditazione di Cartesio, Firenze, La Nuova Italia, 1951
- Osservazioni sulla Critica del giudizio, Pisa, Scuola Normale Superiore, 1954
- Opere, a cura di Mario Corsi, 3 voll. (Critica del capire e altri scritti, Scritti kantiani, L'analitica trascendentale: scritti inediti su Kant), Firenze, La nuova Italia, 1968-80